# The Puppini Sisters
The Puppini Sisters egy brit énekes trió, amely Marcella Puppini olasz énekesnőből, valamint Kate Mullins és Emma Smith brit énekesnőkből állt. Az együttes nevét az The Andrews Sisters tiszteletére választották.

## Pályafutása
Az énekes trió 2004-ben jött létre Londonban. Marcella Puppini, Kate Mullins és Stephanie O'Brien a londoni Trinity Laban Conservatoire of Music and Dance-on tanulótársak voltak. Miután együtt tanultak dzsesszéneklést, zenészmesteséget, és együtt énekeltek a  kórusban, Marcella Puppini otthagyta a főiskolát, és felhívta Kate Mullinst, hogy keressen egy csoportot, ahol szórakozásból énekelhetnék a The Andrews Sisters dalait.
A The Puppini Sisters debütáló kislemeze, a Boogie Woogie Bugle Boy az The Andrews Sisters egyik slágerének feldolgozása volt. 2012. júniusában Stephanie O'Brien kilépett a trióból, és Terrianne Passingham vette át a helyét. 2012. novemberében Terianne Passingham otthagyta a Puppini Sisterst és Emma Smith vette át szopránénekesnőként állt be helyette.

## Albumok
- 2006: Betcha Bottom Dollar
- 2007: The Rise and Fall of Ruby Woo
- 2010: Christmas with The Puppini Sisters
- 2011: Hollywood
- 2015: The Best of The Puppini Sisters album
- 2016: The High Life
- 2020: Dance, Dance, Dance

## Videók
- 2006: Boogie Woogie Bugle Boy
- 2007: Spooky
- 2007: Apart of Me with The Real Tuesday Weld; directed by Alex de Campi
- 2008: Jilted; directed by Alex de Campi
- 2008: I Can't Believe I'm Not a Millionaire; directed by Alex de Campi
- 2011: Diamonds Are a Girl's Best Friend directed by Alex de Campi
- 2016: Work It; directed by Jacopo Dessì & Matteo Jhonny Capizzi
- 2020: I Wanna Dance with Somebody; Animated by Animind Studios

## Díjak
- 2007: A Puppini Sisters aranylemezt nyert első CD-jükkel, a „Betcha Bottom Dollar” nemzetközi értékesítésével.
- 2008: A Puppini Sisters honlapja elnyerte a 2008-as Cream of Yorkshire Award „Gold Award” díját a legjobb weboldalnak járó díjat.